# Genea brasiliensis
Genea brasiliensis là một loài ruồi trong họ Tachinidae.